# Dorina Mihaiová
Dorina Mihaiová (* 1. června 1981 Bukurešť, Rumunsko) je bývalá rumunská sportovní šermířka, která se specializovala na šerm šavlí. Rumunsko reprezentovala v prvním desetiletí jednadvacátého století. V roce 2003 získala titul mistryně světa v soutěži jednotlivkyň. S rumunským družstvem šavlistek vybojovala v roce 2004 druhé místo na mistrovství Evropy.